# Гречи (Козенца)
Гречи (итал. Greci) је насеље у Италији у округу Козенца, региону Калабрија.
Према процени из 2011. у насељу је живело 192 становника. Насеље се налази на надморској висини од 488 м.